# 朱表杋
交城荣端王朱表杋（15世纪—1511年），明朝交城庄僖王朱锺鐻庶三子镇国将军朱奇滽嫡次子。

## 生平

### 袭封前
弘治二年（1489年）十月赐名。弘治六年（1493年）六月，按制度赐辅国将军诰命冠服。
弘治十四年（1501年）十一月，朱表杋的二伯父交城荣惠王朱奇淐薨，无子，国除。朱奇滽不久也去世。朱表杋管交城王府事。
朱表杋的六叔父鎮國將軍朱奇洢聽其下属傅佐挑拨，逮捕平陽府學生員趙鳳。赵鳳的朋友梁世臣等率同列入府爭执，毀欄杆、石獅，僉事時中擬判梁世臣杖罪，令復學。朱奇洢通过朱表杋上诉。正德三年（1508年）六月，明武宗怒命科道官勘問，黜梁世臣、赵鳳等七人，逮捕时中治罪，逮捕傅佐等處治，革朱奇洢祿米三分之一，下敕切責，令晉王朱知烊嚴加管束。
同月，因礼部认为朱表杋应该袭封，武宗下诏准许。
应山王朱恩镏死后无子，弟镇国将军朱恩銈嫡长子朱宠波请求袭爵；临潼王朱秉欆进封秦王，请求将临潼王传给庶出伯父朱诚润。正德四年（1509年）十二月，礼部称保安、交城、永兴三国以旁支续封是特恩，只允许朱宠波、朱诚润以辅国将军、镇国将军本职奉祀，以后郡王绝嗣皆如此。
正德五年（1510年）四月，武宗遣武安侯鄭英、恭順侯吳世興、興安伯徐良、宣城伯衛璋、安鄉伯張坤、清平伯吳傑、武進伯朱本為正使，中書舍人胡頤、行人唐鳳儀、盧楫、陳錫、曹鍷、謝階、劉澄甫為副使，冊封朱表杋為交城王。朱奇滽因而獲追封為交城榮僖王。

### 去世
正德六年（1511年），朱表杋去世，谥荣端，无子，国除。由叔父朱奇洢管交城王府事。

## 身后
正德八年（1513年）九月，给其母妃安氏养赡米每年百石。
朱奇洢请求按朱表杋的遗愿加封朱表杋的妹妹太平郡君为县主，事下礼部商议，尚书刘春认为女儿封县主只适用于应该袭封却没有袭封的追封郡王，不适用于朱奇滽，朱奇滽被追封为王已经过分，不可以再加封其女，请求申谕各王府，今后有旁支进袭王爵者，不得奏请加封父母兄弟姐妹，违者治辅导官罪。十月，武宗命为成例。
嘉靖二十年（1541年）三月，朱奇洢子管交城王府事辅国将军朱表𣐬奏请按保安王朱誠渌等事例承襲祖爵，后于嘉靖二十四年（1545年）十月获准袭爵，二十五年（1546年）十二月受册。

## 评价
- 《弇山堂别集》卷074：寵祿光大，守禮執義。